# Naturdenkmal Gleierfelsen
Das Naturdenkmal Gleierfelsen ist ein 0,51 ha großes Naturdenkmal (ND) nördlich Gleierbrück in der Gemeinde Lennestadt. Das Gebiet wurde 2006 mit dem Landschaftsplan Elsper Senke – Lennebergland. Nr. 2 durch den Kreis Olpe als ND ausgewiesen. Das ND ist im Geotopkataster des Landes NRW verzeichnet.
Beim ND handelt es sich um eine mit Laub- und Nadelholz bestandene Felsengruppe aus Grauwackeschiefer aus dem Devon am Westhang des Berges Herscheids. Die senkrecht abfallenden oder gar überhängenden Felswände sind bis zu 15 m hoch.